# 藤泽亨
藤澤亨（日语：／ Fujisawa Tooru ?，1967年1月12日—），日本男性漫畫家。出身於北海道，目前住在東京都。代表作是《湘南純愛組！》與《麻辣教師GTO》。他的作品擅長以不良和動作為題材。妻子為女演員藤澤彩乃（舊姓：杉山）。

## 簡歷
- 少年雜誌出道前，筆名相澤真理（相沢真理）畫過成人漫畫[1]（1987年，其單行本《東京SEX-Y俱樂部》由東京三世社發行）。並擔任過江川達也的助手。
- 1989年，在《Magazine Fresh》發表短篇「LOVE YOU」出道。
- 1998年，代表作《麻辣教師GTO》獲得第22屆講談社漫畫獎少年部門獎。在動畫版《麻辣教師GTO》中也配音客串（演第2話的應試生）[2]。
- 2010年10月12日，於網誌宣布與演員杉山彩乃（日语：藤沢あやの）結婚的消息。
- 2011年2月20日，長女誕生。
- 同年3月11日發生東日本大震災，加入由日本多位漫畫家組成的同人誌慈善團體「pray for Japan」，執筆幫助受災戶打氣重振[3]。

## 人物
- 在藤澤自身作品的特徵中，很喜歡加入漫符（日语：漫符）「!?」等標點符號表達角色意外的行動和場面。
- 影響他的漫畫家有大友克洋、上條淳士（日语：上條淳士）、藤原神居、柴田昌弘、田上喜久[4]。

## 作品列表
粗體字表示東立出版，粗斜體字表示長鴻出版已取得代理。

### 漫畫
| P-BOYS                         | －                               | 1987年                                                        | 週刊少年寶島                                                  | JICC出版局                                                    | －                               | 相澤真理名義                                                                                  |
| LOVE YOU                       | －                               | 1989年                                                        | Magazine FRESH！                                              | 講談社                                                        | －                               | 短篇作品 出道作                                                                               |
| 豔姿純情少年 原名《》          | －                               | 1989年－1990年                                                | 週刊少年Magazine                                              | 講談社                                                        | 全4冊                            |                                                                                               |
| 湘南純愛組！ 原名《》          | －                               | 1990年－1996年                                                | 週刊少年Magazine                                              | 講談社                                                        | 全31冊                           | 代表作 1994年至1997年發行全5卷OVA                                                             |
| 麻辣拍檔 原名《》              | －                               | 1996年                                                        | 週刊少年Magazine                                              | 講談社                                                        | 全1冊                            |                                                                                               |
| 麻辣拍檔 原名《》              | 麻辣拍檔2 《》                   | 1996年                                                        | 週刊少年Magazine                                              | 講談社                                                        | 全1冊                            |                                                                                               |
| 麻辣教師GTO 原名《》           | －                               | 1997年－2002年                                                | 週刊少年Magazine                                              | 講談社                                                        | 全25冊                           | 代表作 1999年至2000年播出同名電視動畫 1998年、2012年－2014年三度播出電視劇 1999年上映真人電影 |
| 麻辣教師GTO 原名《》           |                                  | 2000年                                                        | 週刊少年Magazine 臨時增刊                                     | 講談社                                                        | －                               |                                                                                               |
| 麻辣教師GTO 原名《》           |                                  | 2000年                                                        | 週刊少年Magazine 臨時增刊                                     | 講談社                                                        | －                               |                                                                                               |
| 麻辣教師GTO 原名《》           |                                  | 2002年                                                        | Magazine FRESH！                                              | 講談社                                                        | －                               |                                                                                               |
| 麻辣教師GTO 原名《》           | 麻辣教師GTO 湘南14日 原名《》    | 2009年－2011年                                                | 週刊少年Magazine                                              | 講談社                                                        | 全9冊                            | 《麻辣教師GTO》外傳作品                                                                       |
| 麻辣教師GTO 原名《》           | 井之頭的石像鬼 原名《》          | 2012年－2014年                                                | 週刊Young Magazine                                            | 講談社                                                        | 全5冊                            | 《麻辣教師GTO》外傳作品 休載中（第2系列完的狀態）                                             |
| 麻辣教師GTO 原名《》           | GT-R ～爆彈龍二的災難～ 原名《》 | 2012年                                                        | 週刊少年Magazine                                              | 講談社                                                        | 全1冊                            | 《麻辣教師GTO》外傳作品 休載中（第1系列完的狀態）                                             |
| 麻辣教師GTO 原名《》           | 麻辣教師GTO 失落的樂園 原名《》  | 2014年待續                                                    | 週刊Young Magazine                                            | 講談社                                                        | 19冊待續                         | 《麻辣教師GTO》外傳作品                                                                       |
|                                | －                               | 2012年待續                                                    | 週刊漫畫Goraku                                                | 日本文藝社                                                    | （待確認）                       |                                                                                               |
| 麻辣野玫瑰 原名《》            | －                               | 2002年－2003年                                                | Young Magazine Uppers                                         | 講談社                                                        | 全2冊 全4冊（復刻版）            |                                                                                               |
| 麻辣野玫瑰 原名《》            | MAGNUM 麻辣野玫瑰 原名《》       | 2006年                                                        | 週刊少年Magazine                                              | 講談社                                                        | 收錄於復刻版《麻辣野玫瑰》3、4冊 | 收錄於復刻版《麻辣野玫瑰》3、4冊                                                              |
| 麻辣野玫瑰 原名《》            | 麻辣野玫瑰 ZERO 原名《》         | 2005年－2006年                                                | 週刊少年Magazine                                              | 講談社                                                        | 全5冊                            | 《麻辣野玫瑰》前日譚作品                                                                      |
| 麻辣特公組 原名《》            | －                               | 2003年待續                                                    | 月刊Afternoon                                                 | 講談社                                                        | 全3冊未完                        | 2006年播出同名電視動畫                                                                        |
| 麻辣特公組 原名《》            | 麻辣特公組 零（ZERO） 原名《》   | 2013年－2016年                                                | 月刊HERO'S                                                    | HERO'S                                                        | 全4冊                            | 原作、構成擔當 作畫由淺田有皆負責                                                             |
| 麻辣棒球員 原名《》            | －                               | 2003年－2004年                                                | 週刊少年Magazine                                              | 講談社                                                        | 全6冊                            |                                                                                               |
| 秘密戰隊MOMOIDER 原名《》      | －                               | 2003年 2006年－2007年                                         | 週刊YOUNG JUMP 週刊YOUNG JUMP增刊《漫革》                     | 集英社                                                        | 全1冊                            |                                                                                               |
| 假面教師 原名《》              | －                               | 2006年－2007年                                                | 週刊YOUNG JUMP                                                | 集英社                                                        | 全4冊                            |                                                                                               |
| 假面教師 原名《》              | 假面教師BLAC 原名《》            | 2013年－2014年                                                | 週刊YOUNG JUMP                                                | 集英社                                                        | 全5冊                            |                                                                                               |
| 假面教師 原名《》              | 假面教師 VS 假面警察 原名《》    | 2013年                                                        | 週刊YOUNG JUMP 週刊Young Magazine                             | 集英社 講談社                                                 | －                               | 「假面教師」與「井之頭的石像鬼」 的聯名短篇作品                                               |
| 聖職獵魔團D 原名《》           | －                               | 2006年－2007年                                                | 月刊ComicREX                                                  | 一迅社                                                        | 全2冊未完                        | 第一部完                                                                                      |
|                                | －                               | 2007年－2008年                                                | Big Comic Spirits                                             | 小學館                                                        | 全1冊未完                        | 第一部完                                                                                      |
|                                | －                               | 2008年－2009年                                                | Comic CHARGE                                                  | 角川書店                                                      | 未完                             | 因雜誌休刊在未完的狀況下終了                                                                  |
|                                | －                               | 2008年－2009年                                                | Big Comic Spirits                                             | 小學館                                                        | 全2冊                            | －                                                                                            |
| 靈魂報信者 原名《》            | －                               | 2011年                                                        | Super Jump                                                    | 集英社                                                        | 全2冊                            | 原作擔當 作畫由翔負責。                                                                       |
|                                | －                               | 2011年－2012年                                                | 電擊Comic Japan                                               | ASCII Media Works                                             | 全1冊                            | 原作擔當 青木良原案 作畫由水元翔負責                                                          |
| 靈魂奪還者 原名《》            | －                               | 2011年－2014年                                                | 月刊HERO'S                                                    | HERO'S                                                        | 全6冊                            | 原作、構成、人物設定擔當 作畫由秋重學負責                                                     |
| 靈魂奪還者 原名《》            | 靈魂奪還者 SOUTH 原名《》        | 2015年－2016年                                                | 月刊HERO'S                                                    | HERO'S                                                        | 全3冊                            | 續篇作品 作畫改由藤澤亨負責                                                                   |
|                                | －                               | 2012年－2013年                                                | 漫畫ACTION                                                    | 雙葉社                                                        | 未完                             | 料理監修由影山望美負責                                                                        |
| 宇宙刑事卡邦 黑暗英雄 原名《》 | －                               | 2012年間在WEB COMICS 2013年轉移至月刊少年Champion（秋田書店） | 2012年間在WEB COMICS 2013年轉移至月刊少年Champion（秋田書店） | 2012年間在WEB COMICS 2013年轉移至月刊少年Champion（秋田書店） | 全1冊                            | 構成、演出擔當 腳本由小林雄次負責 作畫由太田正樹負責                                          |
|                                | －                               | 2013年                                                        | 一迅社                                                        | 一迅社                                                        | 作品集全1冊                      | 收錄短篇： 「」 「」 「」 「」 「」                                                           |
| SHONAN SEVEN 原名《》          | －                               | 2014年－2019年                                                | 月刊少年Champion                                              | 秋田書店                                                      | 全17冊                           | 原作擔當 作畫由高橋伸輔負責                                                                   |
|                                | －                               | 2014年－2016年                                                | Manga Box                                                     | DeNA                                                          | 全3冊                            | 原作擔當 作畫由は落合負責                                                                     |
|                                | －                               | 2014年－2015年                                                | 週刊少年Sunday                                                | 小學館                                                        | 全3冊                            |                                                                                               |
| RED DATA PLANET                | －                               | 2019年－2021年                                                | 別冊少年Champion                                              | 秋田書店                                                      | 全4冊                            | 原作擔當 作畫由伊臣負責                                                                       |

### 小說
- GTO Live in 北海道（日语：GTO Live in 北海道）（1998年，講談社）－與相澤春吉共著。

## 人物設定
- Sunday×Magazine HXL（日语：ヒーロークロスライン#サンデー×マガジン クロスライン）
- 列島最強傳說[6]

## 片尾插圖
- 聖痕鍊金士（電視動畫第23話）

## 師父
- 江川達也

## 助手
- 綾峰欄人
- Dynamic太郎（日语：ダイナミック太郎）（舊名：近藤太郎）
- 水元昭嗣（日语：みずもとあきつぐ）

## 外部連結
- （日語）－藤澤亨的官方個人部落格[]。
- 藤泽亨的X（前Twitter） （日語）
- 藤澤亨：公開作品 （页面存档备份，存于） （日語）－J-Comi（日语：Jコミ)）